# Augea capensis
Augea capensis là một loài thực vật có hoa trong họ Zygophyllaceae. Loài này được Thunb. miêu tả khoa học đầu tiên năm 1794.